# メルボルン市電C形電車
C形は、オーストラリア・メルボルンの路面電車であるメルボルン市電に在籍する電車の1形式。同市電における初の超低床電車で、C1形と呼ばれる場合もある。

## 概要
オーストラリアの大都市・メルボルンに世界最大規模の路面電車路線網を有するメルボルン市電は長年公営組織によって運営されていたが、競争の原理を用いる事でサービス向上を図るため、1990年代以降段階を経て2社の民間組織へ列車の運営権が分割された。それ以降、両社は施設の改修や新型電車の投入などによる近代化を実施したが、そのうちヤラトラム（Yarra Trams）が導入した、メルボルン市電初の超低床電車がC形である。
C形はアルストムが世界規模で展開する路面電車車両ブランド・シタディスの1つで、その中でも中央部にフローティング車体を有する両運転台3車体連接車の「シタディス202」と呼ばれる形態が採用されている。このシタディス202は車内全体が床上高さ350 mmの100 %低床構造となっており、オーストラリアの障害者差別禁止法（Disability Discrimination act、DDA）に完全に準拠している。導入に際してはビクトリア州からの資金提供を受けており、車体や機器の製造はフランスで実施された一方、最終組み立てはオーストラリア本土で行われた。
2001年に最初の車両が完成し、同年10月から営業運転を開始した。その後は2002年までに合計36両（3001 - 3036）が導入され、主に48号線や109号線で使用されている。

## トラブル
- 監視カメラの不備 - C形は運転補助を目的にリアビューカメラが搭載されているが、初期に設置されたカメラは夜間の視認性に難があった事が指摘され2012年までに交換が実施された[7]。
- 振動の多発 - C形の設計最高速度は70 km/hだが、実際の運行において最高速度25 km/hを超えた場合車体の横方向への振動が多発する事が2012年に報告されており、同形式の運転を担当した運転士が反復運動過多損傷を患った事例も発生していた。この問題について、ヤラトラム側は軌道を改修する事で乗り心地を向上させ、振動の抑制を図る旨を回答している[2][8]。

## 関連項目

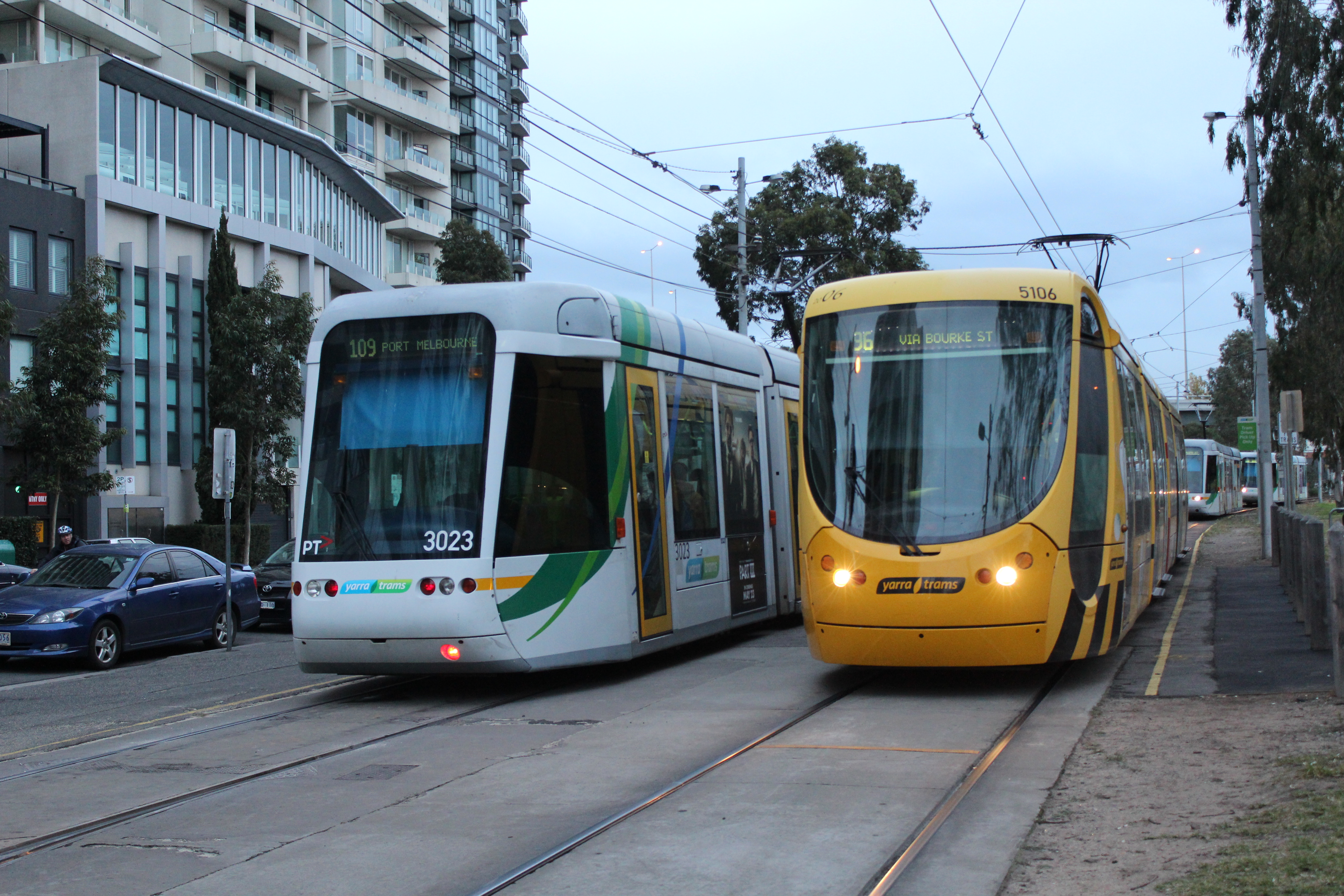
C形（左）、C2形（右）
（2013年撮影）